# Unterseeboot 265
Le Unterseeboot 265 (ou U-265) est un sous-marin allemand (U-Boot) de type VII.C utilisé par la Kriegsmarine (marine de guerre allemande) pendant la Seconde Guerre mondiale.

## Historique
Mis en service le 6 juin 1942, l'Unterseeboot 265 reçoit sa formation de base à Danzig au sein de la 8. Unterseebootsflottille jusqu'au 31 janvier 1943, puis l'U-265 intègre sa formation de combat à la base sous-marine de Saint-Nazaire avec la 7. Unterseebootsflottille, base qu'il n'atteindra jamais.
Il réalise sa première patrouille, quittant le port de Kiel le 21 janvier 1943 sous les ordres de l'Oberleutnant zur See Leonhard Auffhammer. Après 14 jours en mer, l'U-265 est coulé le 3 février 1943 au sud de l'Islande à la position géographique de 56° 35′ N, 22° 49′ O par des charges de profondeur lancées par un bombardier Boeing B-17 Flying Fortress britannique (Squadron 220/N). 
Les 46 membres d'équipage meurent dans cette attaque.

## Affectations successives
- 8. Unterseebootsflottille à Danzig du 6 juin 1942 au 31 janvier 1943 (entrainement)
- 7. Unterseebootsflottille à Saint-Nazaire du 1er février 1943 au 13 février 1943 (service actif)

## Commandement
- Oberleutnant zur See Leonhard Auffhammer du 6 juin 1942 au 3 février 1943

## Patrouilles
|       | Commandant                | Départ          | Départ | Arrivée        | Arrivée | Jours    | Succès |
| ----- | ------------------------- | --------------- | ------ | -------------- | ------- | -------- | ------ |
| 1     | Oblt. Leonhard Auffhammer | 21 janvier 1943 | Kiel   | 3 février 1943 | Coulé   | 14 jours |        |
| Total | Total                     | Total           | Total  | Total          | Total   | 14 jours | 0 t    |

Note : Oblt. = Oberleutnant zur See

### Opérations Wolfpack
L'U-265 n'a pas opéré avec les Wolfpacks (meute de loups) durant sa carrière opérationnelle.

## Navires coulés
L'Unterseeboot 265 n'a ni coulé, ni endommagé de navire ennemis au cours de l'unique patrouille (14 jours en mer) qu'il effectua.

### Source et bibliographie
- (en) Cet article est partiellement ou en totalité issu de l’article de Wikipédia en anglais intitulé « German submarine U-265 » (voir la liste des auteurs).
- Chris Bishop, historien militaire (trad. de l'anglais par Christian Muguet), Les sous-marins de la Kriegsmarine : 1939-1945 : le guide d'identification des sous-marins [« The spellmount submarine identification guide : Kriegsmarine U-boats 1939-1945 »], Paris, Éd. de Lodi, 2008, 192 p. (ISBN 978-2-84690-327-1, OCLC 470721805, BNF 41298980)